# Dysstroma
Dysstroma är ett släkte av fjärilar som beskrevs av Jacob Hübner 1925. Dysstroma ingår i familjen mätare, Geometridae.

## Dottertaxa tillDysstroma, i alfabetisk ordning[1][2]
- Dysstroma albiangulata (Warren, 1893)
- Dysstroma albicoma (Inoue, 1954)
- Dysstroma aquilum Yazaki, 2000
- Dysstroma brunneata (Packard, 1867)
  - Dysstroma brunneata brunneata (Packard, 1867)
  - Dysstroma brunneata ethela (Hulst, 1896)
- Dysstroma brunneoviridata Heydemann, 1938
- Dysstroma calamistrata (Moore, 1868)
  - Dysstroma calamistrata calamistrata (Moore, 1868)
  - Dysstroma calamistrata scalata (Bastelberger, 1911)
- Dysstroma ceprona (Swinhoe, 1902)
- Dysstroma cinereata (Moore, 1868)
  - Dysstroma cinereata cesa Koçak & Kemal, 2001
  - Dysstroma cinereata cinereata (Moore, 1868)
- Dysstroma citrata (Linnaeus, 1761) Spetsvinklad fältmätare
  - Dysstroma citrata citrata (Linnaeus, 1761)
  - Dysstroma citrata glacialis (Hulst, 1898)
  - Dysstroma citrata kamtshadalarium Beljaev, 2002
  - Dysstroma citrata nyiwonis (Matsumura, 1925)
  - Dysstroma citrata septentrionata (Heydemann, 1929)
  - Dysstroma citrata tibetana (Heydemann, 1929)
  - Dysstroma citrata unicolorata Staudinger, 1901
- Dysstroma colvillei Blackmore, 1926
- Dysstroma concinnata (Stephens, 1831)
- Dysstroma cuneifera (Warren, 1898)
- Dysstroma dentifera (Warren, 1896)
  - Dysstroma dentifera dentifera (Warren, 1896)
  - Dysstroma dentifera uruparia Bryk, 1942
- Dysstroma filigrammaria Heydemann, 1938
- Dysstroma flavifusa (Heydemann, 1929)
- Dysstroma formosa (Hulst, 1896)
  - Dysstroma formosa formosa (Hulst, 1896)
  - Dysstroma formosa occidentata (Taylor, 1910)
- Dysstroma fulvipennis (Hampson, 1902)
- Dysstroma fumata (Bastelberger, 1911)
- Dysstroma hersiliata (Guenée, [1858])
  - Dysstroma hersiliata cervinifascia (Walker, 1862)
  - Dysstroma hersiliata hersiliata (Guenée, [1858])
  - Dysstroma hersiliata manitoba McDunnough, 1939
- Dysstroma hewlettaria Wright, 1927
- Dysstroma heydemanni Prout, 1931
- Dysstroma imitaria (Heydemann, 1929)
- Dysstroma incolorata (Heydemann, 1929)
- Dysstroma infuscata (Tengstrom, 1869), Olivgrå fältmätare.
  - Dysstroma infuscata euglauca Inoue, 1976
  - Dysstroma infuscata infuscata (Tengstrom, 1869)
  - Dysstroma infuscata subglauca Inoue, 1955
- Dysstroma korbi (Heydemann, 1929)
- Dysstroma latefasciata (Blöcker, 1908), Bredbandad fältmätare
- Dysstroma mancipata (Guenée, [1858])
  - Dysstroma mancipata decorata (Taylor, 1910)
  - Dysstroma mancipata hulsata (Taylor, 1907)
  - Dysstroma mancipata mancipata (Guenée, [1858])
- Dysstroma morosata Geyer, 1837
- Dysstroma occidentata (Taylor, 1910)
- Dysstroma ochreogriseata (Heydemann, 1929)
- Dysstroma ochrofuscaria Ferguson, 1983
- Dysstroma pendleburyi Prout, 1932
- Dysstroma planifasciata (Prout, 1914)
- Dysstroma proavia (Heydemann, 1929)
- Dysstroma pseudimmanata (Heydemann, 1929)
  - Dysstroma pseudimmanata pseudimmanata (Heydemann, 1929)
  - Dysstroma pseudimmanata splendida Inoue, 1976
- Dysstroma psodoidaria (Heydemann, 1932)
- Dysstroma rectiflavata McDunnough, 1941
- Dysstroma rufibrunnea (Warren, 1900)
- Dysstroma rutlandia McDunnough, 1943
- Dysstroma sagittiferata Heydemann, 1961
- Dysstroma shana Bryk, 1942
- Dysstroma shirakawai Yazaki, 2000
- Dysstroma sikkimensis (Heydemann, 1932)
- Dysstroma singularia (Heydemann, 1929)
- Dysstroma sobria (Barnes & McDunnough, 1918)
- Dysstroma subapicaria (Moore, 1868)
- Dysstroma superba (Heydemann, 1932)
- Dysstroma suspectata (Möschler, 1874)
  - Dysstroma suspectata mackieata Cassino & Swett, 1923
  - Dysstroma suspectata suspectata (Möschler, 1874)
- Dysstroma tenebricosa (Heydemann, 1929)
- Dysstroma truncata (Hufnagel, 1767) Trubbvinklad fältmätare
  - Dysstroma truncata fusconebulosa Inoue, 1976
  - Dysstroma truncata sinensis (Heydemann, 1929)
  - Dysstroma truncata traversata (Kellicott, 1886)
  - Dysstroma truncata truncata (Hufnagel, 1767)
- Dysstroma volutata (Prout, 1914)
- Dysstroma walkerata (Pearsall, 1909)

## Bildgalleri

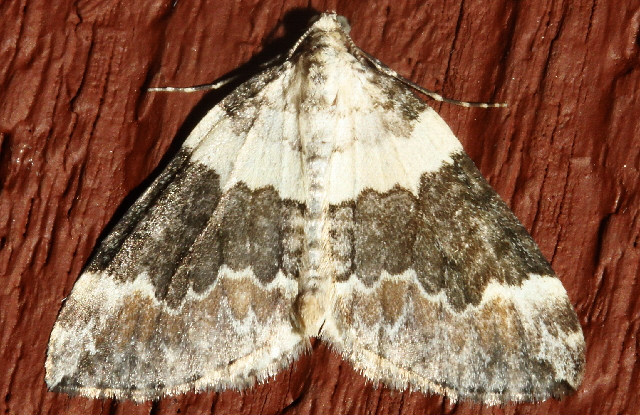
Dysstroma brunneata
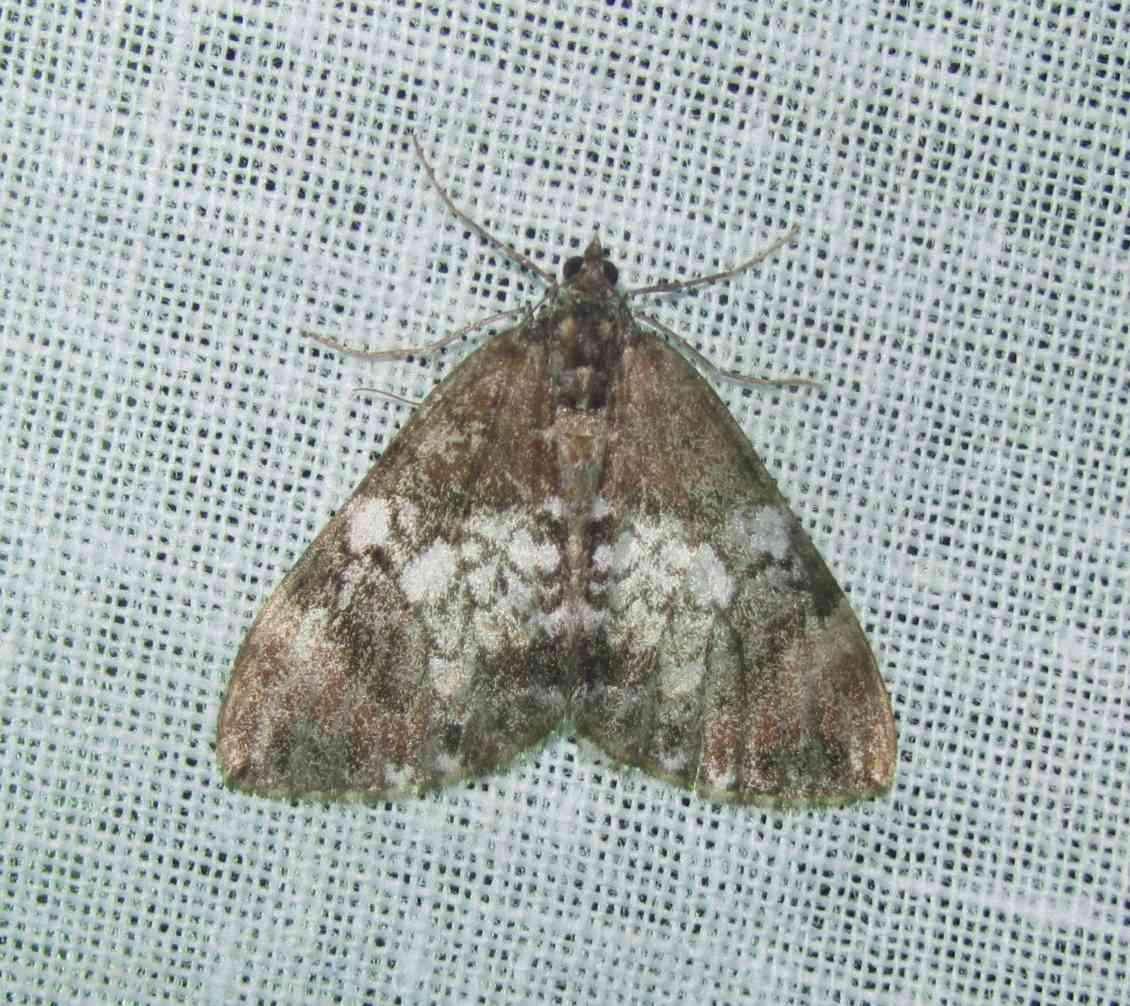
Dysstroma calamistrata
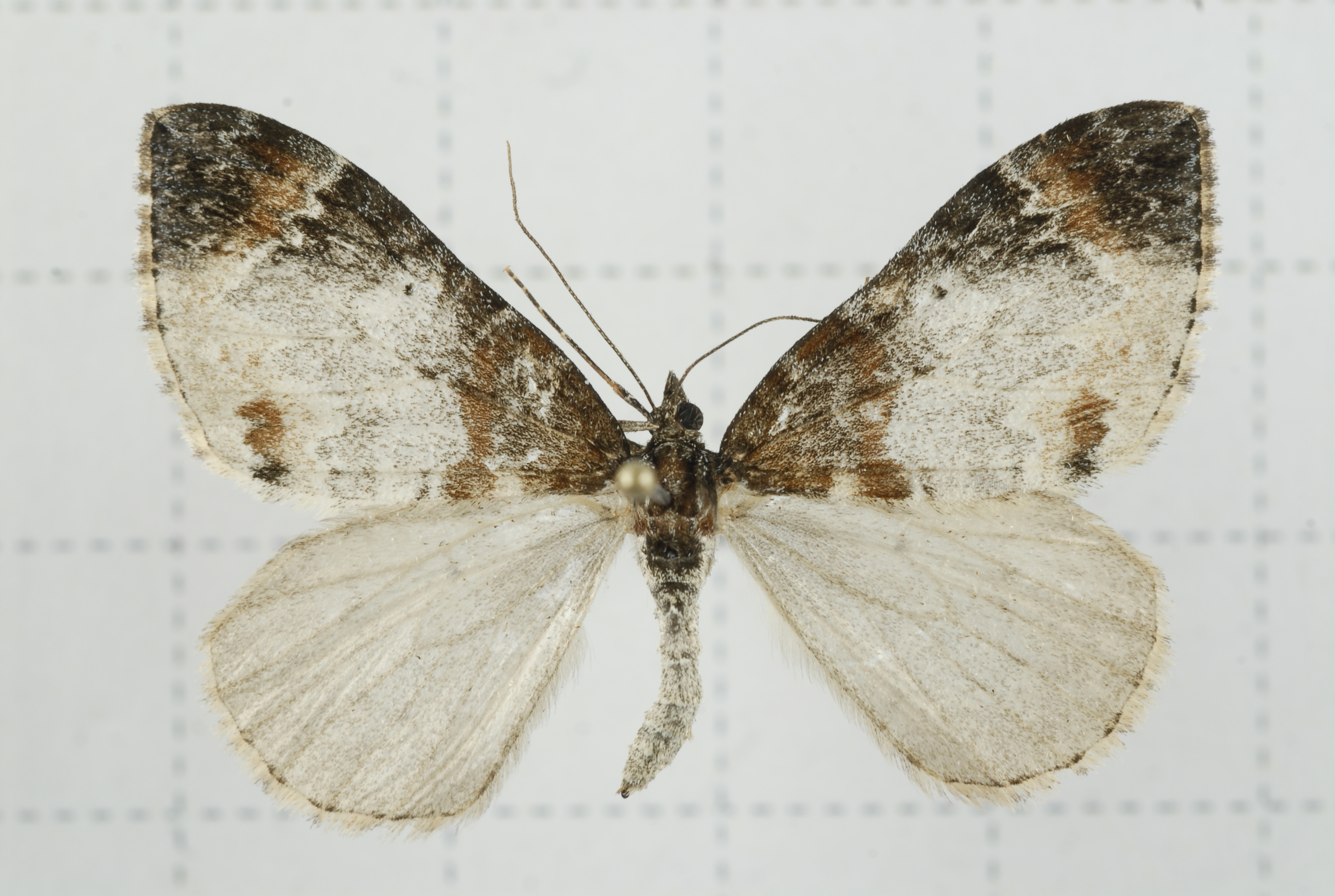
Dysstroma cinereata
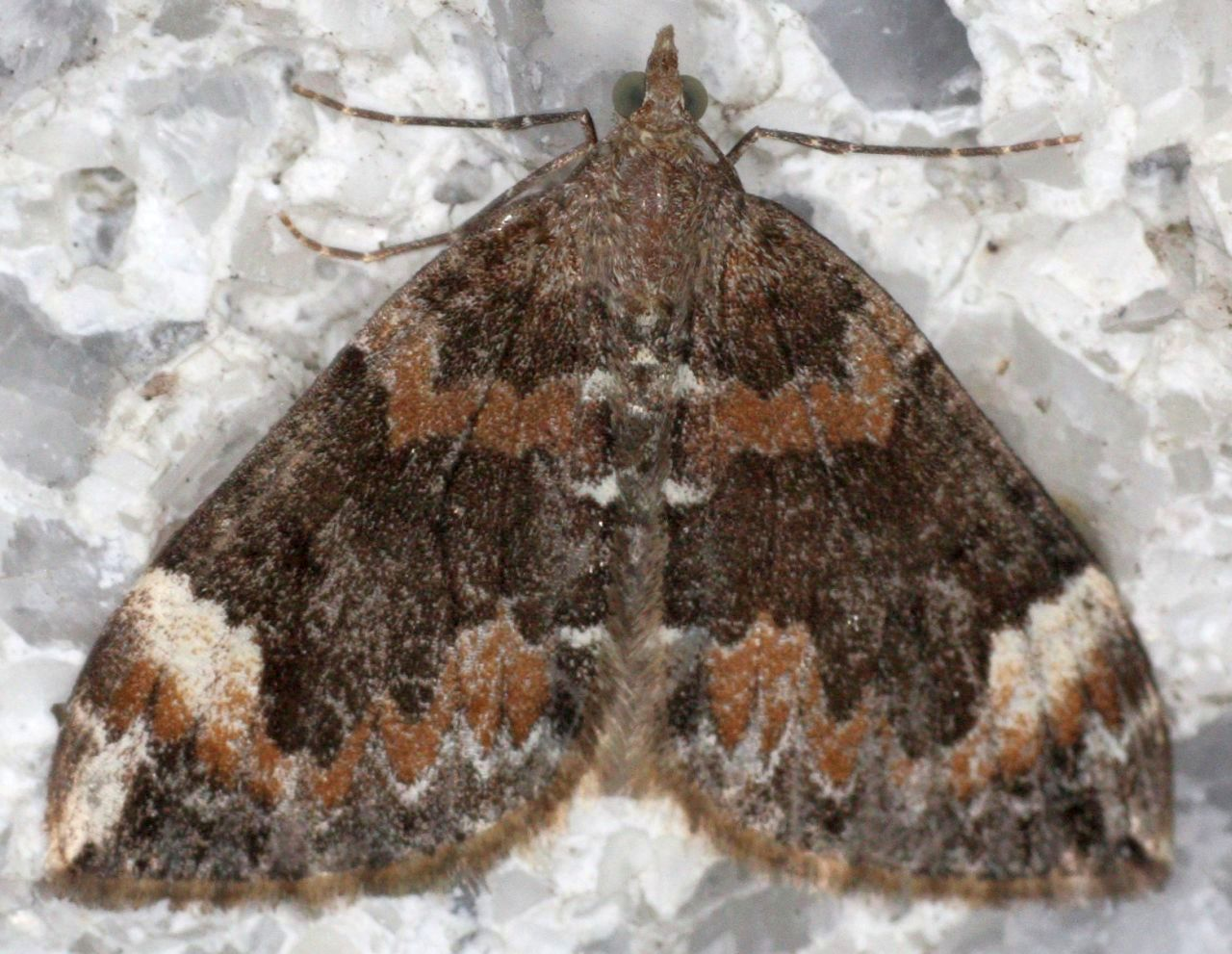
Spetsvinklad fältmätare, Dysstroma citrata
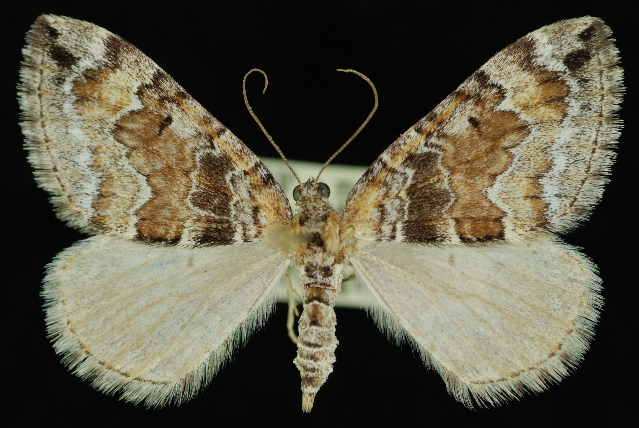
Dysstroma colvillei
Dysstroma dentifera
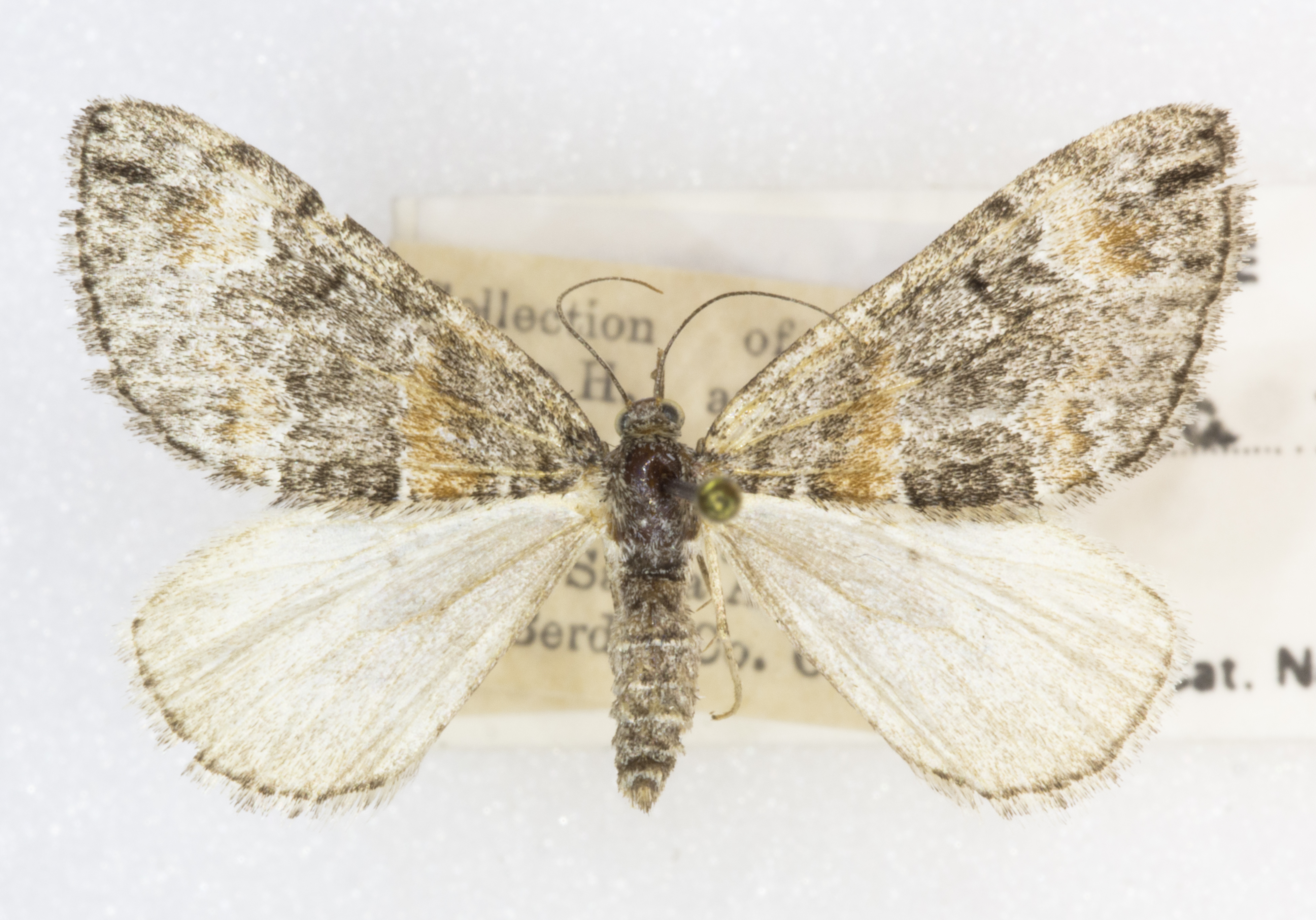
Dysstroma formosa
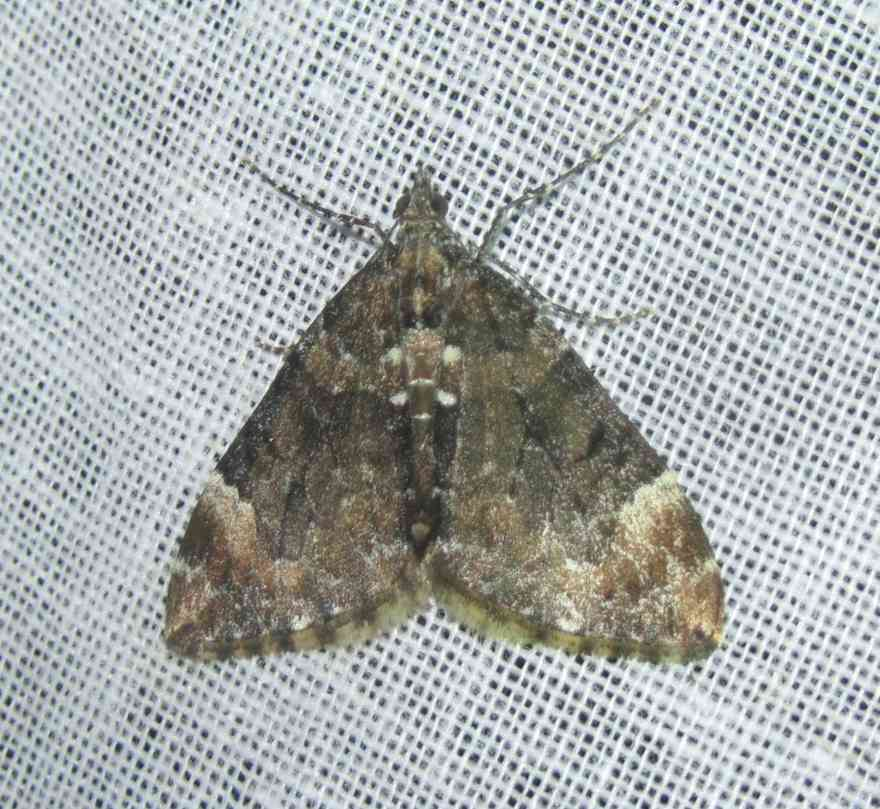
Dysstroma fumata
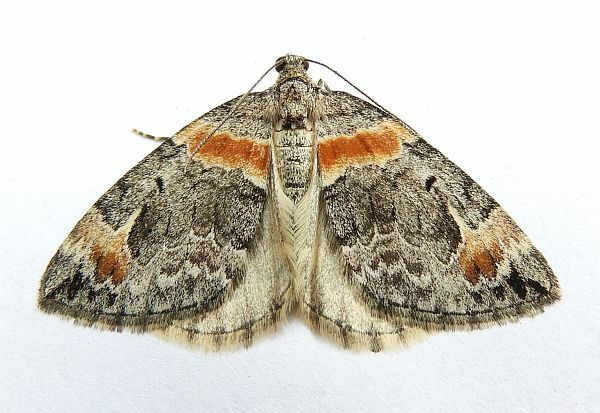
Dysstroma hersiliata
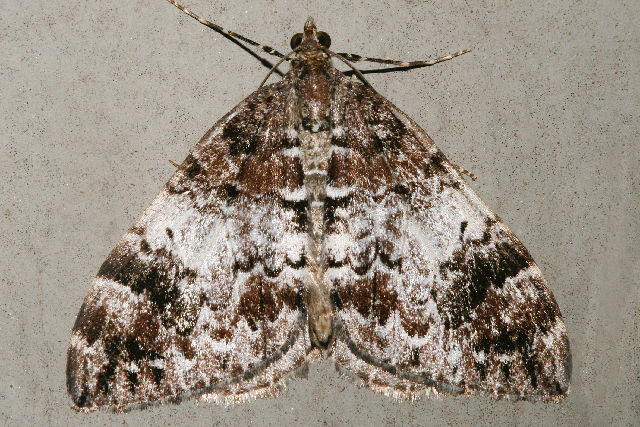
Dysstroma hewlettaria
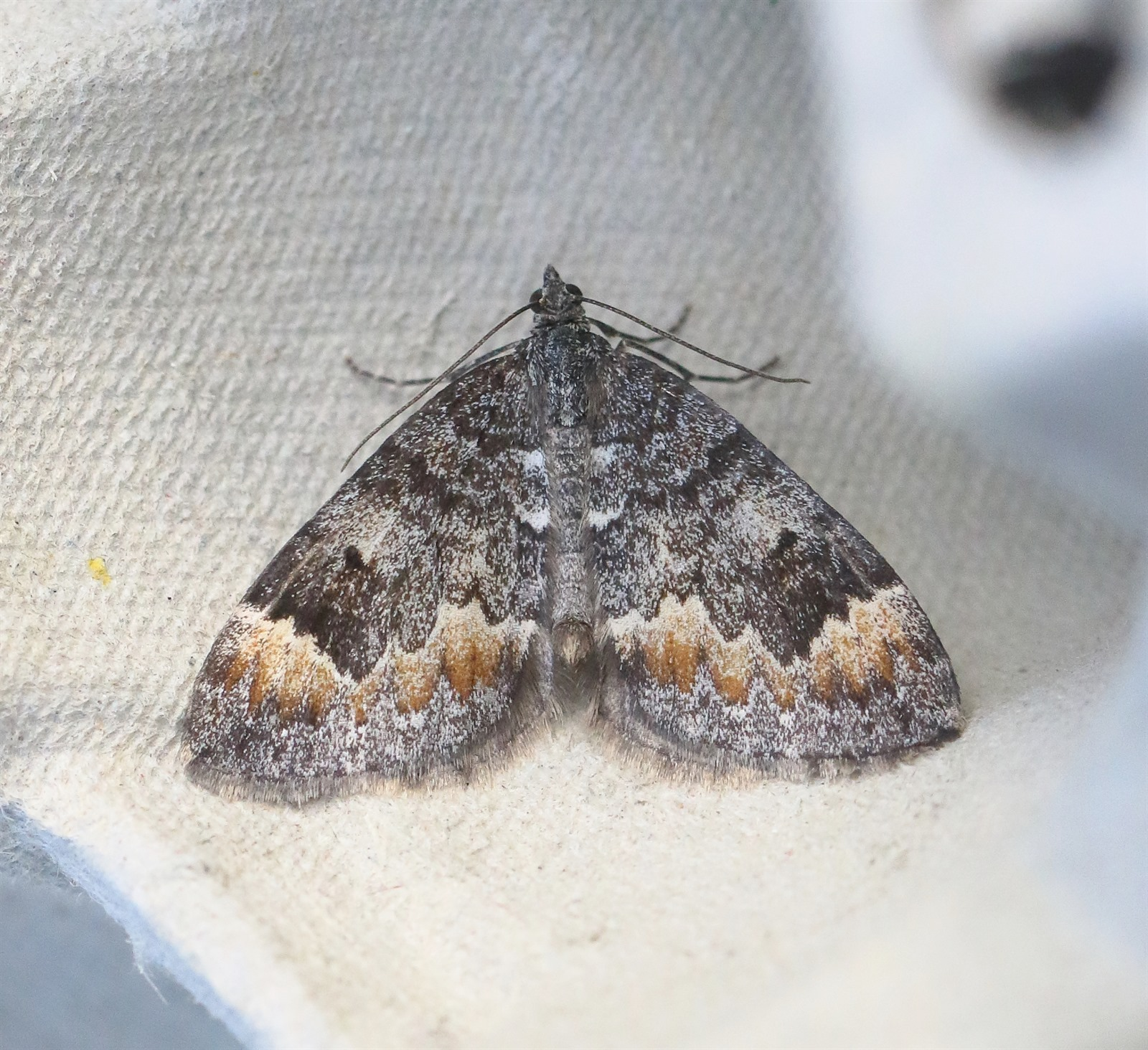
Olivgrå fältmätare, Dysstroma infuscata
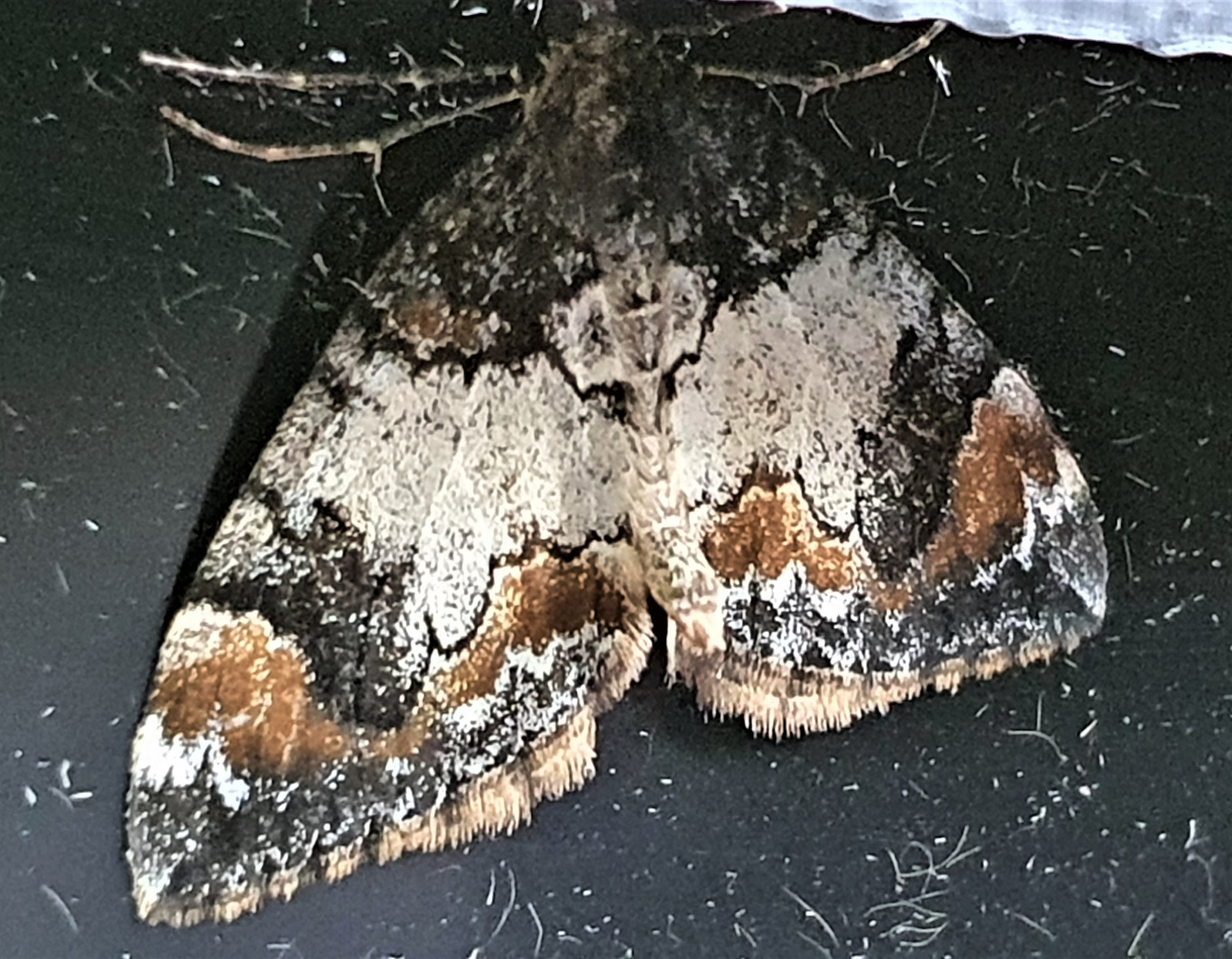
Bredbandad fältmätare, Dysstroma latefasciata
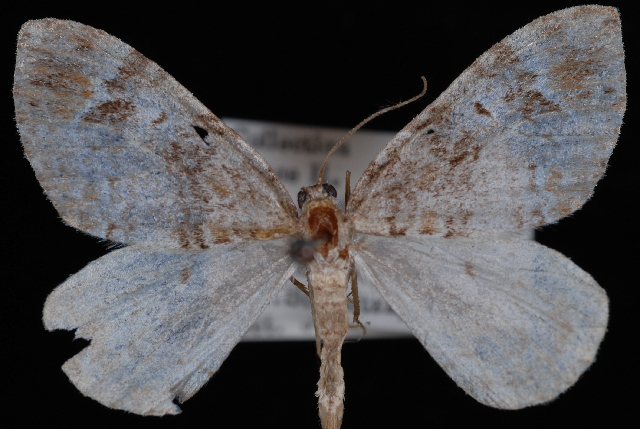
Dysstroma mancipata
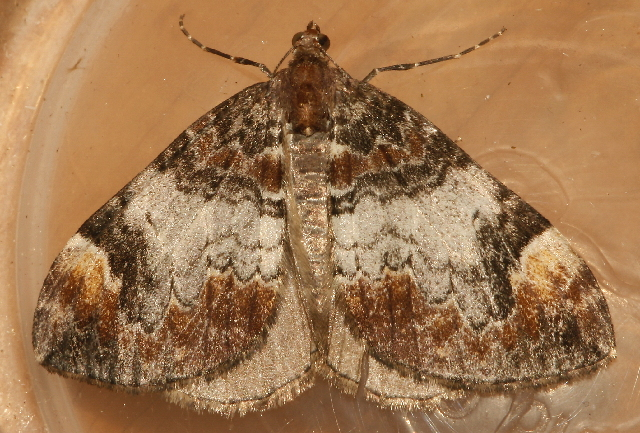
Dysstroma ochrofuscaria
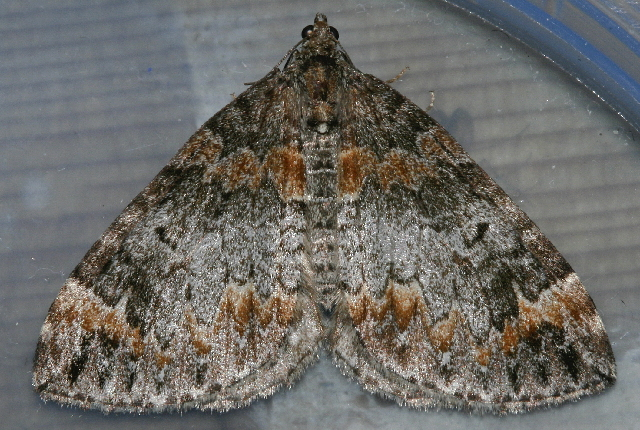
Dysstroma pseudimmanata
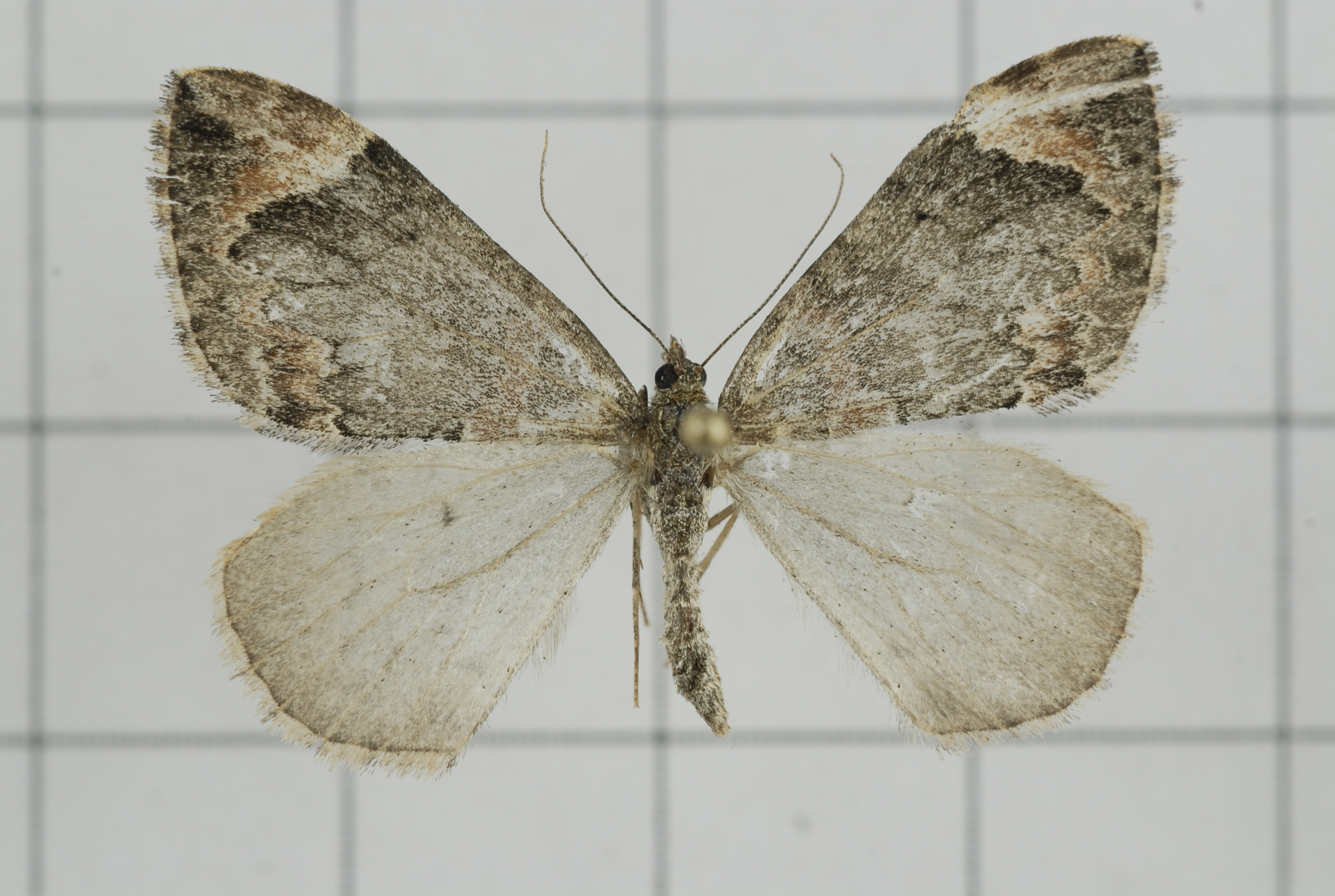
Dysstroma sikkimensis
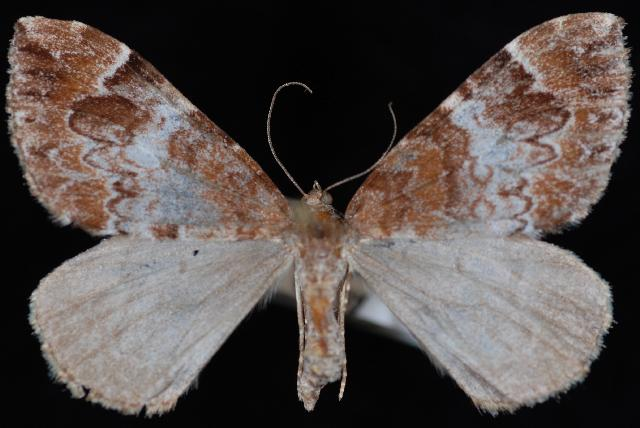
Dysstroma sobria
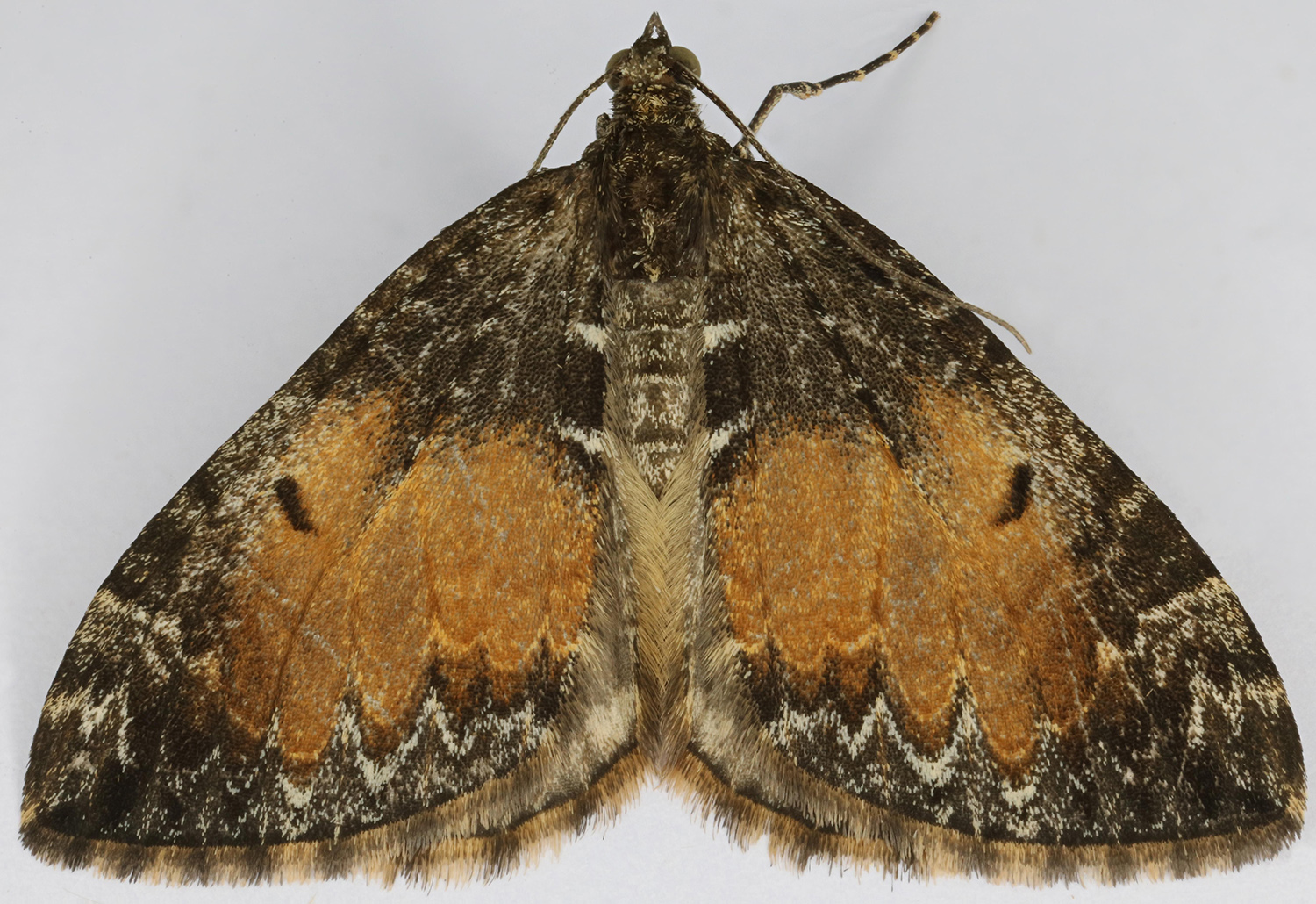
Trubbvinklad fältmätare, Dysstroma truncata